# Comté de Hornsby
Pour les articles homonymes, voir Hornsby.
Le comté de Hornsby (en anglais : Hornsby Shire) est une zone d'administration locale de l'agglomération de Sydney, située dans l'État de Nouvelle-Galles du Sud en Australie. 

## Géographie
Le comté s'étend sur 455 km2 dans la région au nord de Sydney, sur une distance maximale de 53 km de l'autoroute M2 au sud jusqu'à l'embouchure du fleuve Hawkesbury au nord.

### Villes et villages
- Asquith
- Beecroft (partagé avec Parramatta)
- Carlingford (partagé avec le comté des Hills et Parramatta)
- Castle Hill (partagé avec le comté des Hills)
- Cheltenham
- Cherrybrook
- Hornsby
- Hornsby Heights
- Mount Colah
- Mount Ku-ring-gai
- Normanhurst
- North Epping
- Pennant Hills
- Round Corner
- Thornleigh
- Wahroonga (partagé avec Ku-ring-gai)
- Waitara
- Westleigh
- West Pennant Hills (partagé avec le comté des Hills)

### Autres localités
- Arcadia
- Berowra
- Berowra Heights
- Berowra Waters
- Berrilee
- Brooklyn
- Canoelands
- Cowan
- Dural (partagé avec le comté des Hills)
- Fiddletown
- Forest Glen
- Galston
- Glenhaven (partagé avec le comté des Hills)
- Glenorie (partagé avec le comté des Hills)
- Kangaroo Point
- Laughtondale
- Maroota (partagé avec le comté des Hills)
- Middle Dural (partagé avec le comté des Hills)
- Milsons Passage
- Wisemans Ferry (partagé avec le conseil de Central Coast, Hawkesbury et le comté des Hills)

## Démographie
La population s'élevait à 156 847 habitants en 2011 et à 142 667 habitants en 2016.

## Histoire
Le territoire du comté est habité traditionnellement par les peuples aborigènes Darug et Kuringgai. La partie nord, sur le fleuve Hawkesbury est visitée par les premiers colons européens en 1788, mais en raison du paysage accidenté de la région, leur établissement permanent ne commence que près d'un demi-siècle plus tard.
La ville et le comté de Hornsby tirent leur nom de Samuel Horne, un ancien condamné distingué du titre de constable pour avoir capturer deux bushrangers en 1830. La localité est alors connue sous le nom de Hornsby Place.
Le comté demeure largement rural pendant de nombreuses décennies. La construction de la ligne de chemin de fer Main North dans les années 1880 ouvre le territoire sur Sydney et Newcastle, mais ce n'est qu'avec le développement de l'automobile dans les années 1950 que le sud du comté devient une partie de la banlieue de Sydney. Le comté devient une zone d'administration locale le 6 mars 1906.
En 2016, le gouvernement de Nouvelle-Galles du Sud décide de fusionner le comté de Hornsby avec le conseil de Ku-ring-gai afin de former une nouvelle zone d'administration locale de 540 km2 et regroupant environ 270 000 habitants. Le conseil de Ku-ring-gai fait appel de cette décision et obtient gain de cause, ce qui entraîne l'abandon du projet. Néanmoins, une petite portion du comté, dans les quartiers de Beecroft, Carlingford et Epping au sud de l'autoroute M2, est détachée pour être intégrée à la ville de Parramatta.

## Politique et administration
Le comté comprend trois subdivisions appelées wards. Il est administré par un conseil de dix membres, à raison de trois par ward, ainsi que le maire, élus pour quatre ans. Après les élections du 4 décembre 2021, les libéraux détiennent six sièges et les verts trois, auxquels s'ajoute un travailliste. Philip Ruddock, ancien député et ministre libéral, est maire depuis le 10 septembre 2017.